# Nephrurus vertebralis
Espèce
Nephrurus vertebralis est une espèce de gecko de la famille des Carphodactylidae.

## Répartition
Cette espèce est endémique d'Australie. Elle se rencontre en Australie-Méridionale et en Australie-Occidentale.

## Publication originale
- Storr, 1963 : The gekkonid genus Nephrurus in Western Australia, including a new species and three new subspecies. Journal of the Royal Society of Western Australia, vol. 46, p. 85-90.